# Hank Mann

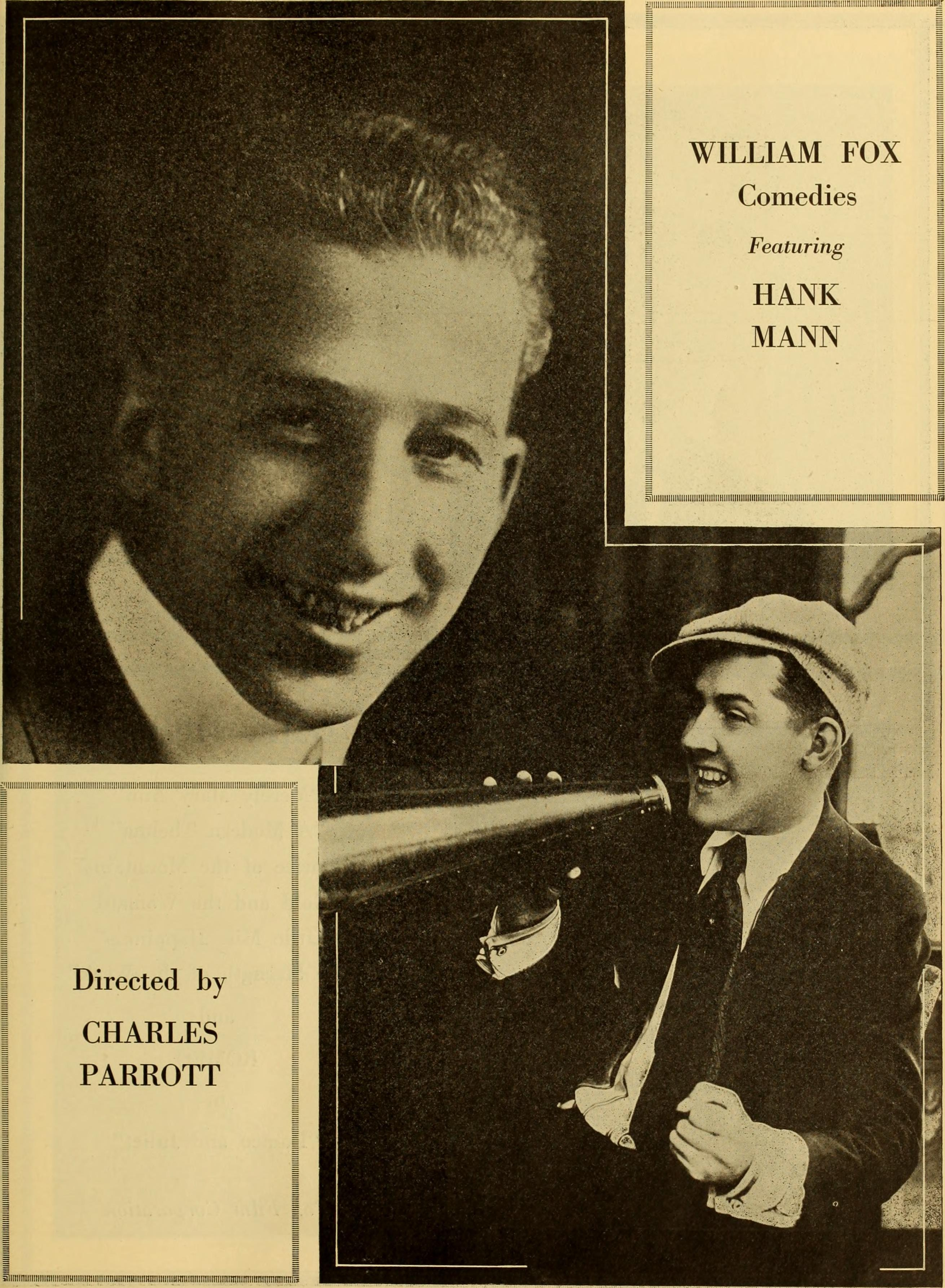
Hank Mann (links oben) auf einer Filmanzeige im Jahre 1916

Hank Mann (* 28. Mai 1887 in New York City, New York oder 28. Mai 1888 in Russland als David William Lieberman; † 25. November 1971 in South Pasadena, Kalifornien) war ein US-amerikanischer Schauspieler, Komiker, Regisseur und Drehbuchautor. Der Erfinder der Keystone Cops wirkte in über 450 Filmen mit, darunter in mehreren Klassikern von Charlie Chaplin.

## Leben und Karriere
Die Herkunft Hank Manns ist unklar: Einige Quellen sagen, dass er 1888 in Russland geboren sei und mit seiner Familie 1891 nach New York ausgewandert sei; andere Quellen sagen, dass er in New York und bereits im Jahre 1887 geboren sei. Er wuchs vermutlich in einer ärmlichen und von Kriminalität überschatteten Gegend von New York auf, ehe er sich als junger Mann einer Zirkustruppe als Akrobat anschloss. 1912 wurde Mann vom Comedy-Produzenten Mack Sennett und dessen Keystone Studios unter Vertrag genommen. Bei den Keystone Studios hatte Mann die Ursprungs-Idee zu den legendären Keystone Kops, einen Haufen chaotischer und einfältiger Polizisten, die fortan in zahlreichen Sennett-Filmen auftraten und große Popularität erlangten. Die Keystone Cops übten großen filmhistorischen Einfluss auf spätere Slapstick-Komödien aus, insbesondere chaotische Verfolgungsjagden betreffend („Keystone Chase“). Zunächst trat Mann in den Filmen auch als Anführer der Keystone Cops auf, ehe er in dieser Rolle von Ford Sterling abgelöst wurde.
Weil Mann, der als großes Talent galt, bei Sennett nur selten eigene Hauptrollen bekam, wechselte er zu den Fox Studios. Dort bekam der Schauspieler zwar seine eigene Kurzfilm-Komödienreihe, doch die wurde schon nach kurzer Zeit abgesetzt. Hinter der Kamera versuchte sich Mann hauptsächlich Ende der 1910er-Jahre als Regisseur (bei acht Filmen) und Autor (bei vier Filmen), wechselte jedoch schnell wieder vor die Kamera. Wie viele andere Stummfilmkomiker auch hatte er ein Markenzeichen: einen breiten Schnurrbart sowie sein Augenspiel, weshalb er auch den Spitznamen Boy with the Bashful Eyes (dt.: „Junge mit den schüchterenen Augen“) hatte. Nach seinem Misserfolg bei Fox arbeitete Mann in den 1920er-Jahren hauptsächlich als Nebendarsteller in den Langfilm-Komödien anderer Komiker.
Mit Beginn des Tonfilms Ende der 1920er-Jahre erhielt Mann wie viele andere Stummfilmkollegen nur noch kleine Rollen. In den 1930er-Jahren spielte Mann unter anderem in den Chaplin-Klassikern Moderne Zeiten, Der große Diktator und Lichter der Großstadt, in letzterem Film hatte er seinen heute vielleicht bekanntesten Auftritt als Chaplins Boxgegner. Auch sein Freund Frank Capra setzte Mann regelmäßig in komödiantischen Kurzauftritten in seinen Filmen ein, später auch Abbott und Costello sowie Jerry Lewis. Ab 1943 wurde er Makeup-Mann für andere Schauspielkollegen wie Edward Everett Horton und hatte später auch einen eigenen Malzladen in Sierra Madre. Dennoch stand Mann weiterhin bis 1960 in insgesamt über 400 Filmen und rund zwei Dutzend Fernsehserien als Schauspieler vor der Kamera.
Bei seinem Tod im Jahre 1971 war er der letzte noch lebende Keystone Cop. Er war dreimal verheiratet: Ab 1915 mit Estelle, von 1924 bis zu ihrem Tod mit Rae Max und von 1948 bis zu seinem Tod mit Dolly Myers Robinson. Für seine Filmarbeit besitzt er einen Stern auf dem Hollywood Walk of Fame.

## Filmografie (Auswahl)
- 1912: Hoffmeyer's Legacy
- 1913: Bangville Police
- 1914: Tillies gestörte Romanze (Tillie‘s Punctured Romance)
- 1914: The Knockout
- 1914: A Film Johnnie
- 1915: Love on an Empty Stomach
- 1918: Love Loops the Loop
- 1919: The Janitor
- 1920: Hopping Bells
- 1922: Im Wirbel der Fluten (Quincy Adams Sawyer)
- 1923: Desire
- 1923: The Wanters
- 1924: Verwöhnte junge Damen (Empty Hands)
- 1925: Die Millionenfaust (The Fighting Heart)
- 1926: Der Tölpel (The Boob)
- 1926: Wings of the Storm
- 1927: Die Welt in Flammen (The Patent Leather Kid)
- 1927: Bezahlte Liebe (Paid to Love)
- 1928: Der Garten Eden (The Garden of Eden)
- 1928: Hinter Haremsmauern (Fazil)
- 1929: Trotzheirat (Spite Marriage)
- 1930: Ein Mann für sie (Her Man)
- 1931: Lichter der Großstadt (City Lights)
- 1931: Stout Hearts and Willing Hands
- 1932: Scarface
- 1934: Millionäre bevorzugt (The Girl from Missouri)
- 1934: Gefährliche Grenze (Fugitive Road)
- 1935: Der Teufel ist eine Frau (The Devil Is a Woman)
- 1936: Chaos vor Gericht (Disorder in the Court)
- 1936: Moderne Zeiten (Modern Times)
- 1937: Danger – Love at Work
- 1939: Charlie Chan auf der Schatzinsel (Charlie Chan at Treasure Island)
- 1939: Mr. Smith geht nach Washington (Mr. Smith Goes to Washington)
- 1939: Charlie Chan in Reno
- 1939: Damals in Hollywood (Hollywood Calvacade)
- 1940: Der große Diktator (The Great Dictator)
- 1941: Mit einem Fuß im Himmel (One Foot in Heaven)
- 1941: Hier ist John Doe (Meet John Doe)
- 1941: Die Spur des Falken (The Maltese Falcon)
- 1941: Blues in the Night
- 1942: Yankee Doodle Dandy
- 1942: Unser trautes Heim (George Washington Slept Here)
- 1942: Kings Row
- 1942: Die fröhliche Gauner GmbH (Larceny, Inc.)
- 1942: Der Mann, der zum Essen kam (The Man Who Came to Dinner)
- 1943: Phantom der Oper (Phantom of the Opera)
- 1943: Dick und Doof: Die Tanzmeister (The Dancing Masters)
- 1944: Arsen und Spitzenhäubchen (Arsenic and Old Lace)
- 1947: Pauline, laß das Küssen sein (The Perils of Pauline)
- 1947: Killer McCoy
- 1948: Abrechnung in Coroner Creek (Coroner Creek)
- 1949: Heut’ gehn wir bummeln (On the Town)
- 1949: Konterbande (South of St. Louis)
- 1949: Mein Traum bist Du (My Dream Is Yours)
- 1949: Sie ritten mit Jesse James (The Younger Brothers)
- 1949: Die Stadt der rauhen Männer (Fighting Man of the Plains)
- 1950: Montana
- 1950: Der Henker saß am Tisch (711 Ocean Drive)
- 1950: Der Nevada-Mann (The Nevadan)
- 1951: M
- 1951: Ein Platz an der Sonne (A Place in the Sun)
- 1951: Come Fill the Cup
- 1951: Der nächtliche Reiter (The Lady and the Bandit)
- 1951: Spione, Liebe und die Feuerwehr (My Favorite Spy)
- 1951: Der Prügelknabe (The Stooge)
- 1951: Romanze mit Hindernissen (On Moonlight Bay)
- 1951: Der Rächer (Best of the Badmen)
- 1951: Die Faust der Vergeltung (Passage West)
- 1951: Strandräuber in Florida (The Barefoot Mailman)
- 1952: Hans und die Bohnenstange (Jack and the Beanstalk)
- 1952: Engel der Gejagten (Rancho Notorious)
- 1952: Bleichgesicht Junior (Son of Paleface)
- 1952: Die roten Teufel von Arizona (Flaming Feather)
- 1953: Abbott and Costello Go to Mars
- 1953: Abbott und Costello gegen Dr. Jekyll und Mr. Hyde (Abbott and Costello Meet Dr. Jekyll and Mr. Hyde)
- 1953: Der Tolpatsch (The Caddy)
- 1954: Fluß ohne Wiederkehr (River of No Return)
- 1954: Die unglaubliche Geschichte der Gladys Glover (It Should Happen To You)
- 1954: Prinz Eisenherz (Prince Valiant)
- 1954: Brigadoon
- 1955: Es geschah in einer Nacht (Pete Kelly's Blues)
- 1955: Abbott und Costello als Mumienräuber (Abbott and Costello Meet the Mummy)
- 1955: Der Seefuchs (The Sea Chase)
- 1955: Abbott und Costello als Gangsterschreck (Abbott and Costello Meet the Keystone Kops)
- 1956: Lockende Versuchung (Friendly Persuasion)
- 1956: Das war Mord, Mr. Doyle (Crime of Passion)
- 1957: Glut unter der Asche (Peyton Place)
- 1957: Der Mann mit den 1000 Gesichtern (Man of a Thousand Faces)
- 1958: Der letzte Zug von Gun Hill (Last Train from Gun Hill)
- 1958: Das letzte Hurra (The Last Hurrah)
- 1959: Der Zwang zum Bösen (Compulsion)